# Exèrcit Roig Japonès
L'Exèrcit Roig Japonès (日本赤軍, Nihon Sekigun) fou una organització armada comunista japonesa fundada el 1971 al Líban per Fusako Shigenobu a partir d'elements de l'extrema esquerra japonesa que, malgrat la seva reduïda mida, va assolir especial protagonisme internacional durant la dècada de 1970 en realitzar una sèrie d'atemptats al costat del Front Popular per a l'Alliberament de Palestina, abans de caure en una relativa inactivitat a partir de la dècada de 1980. L'èxit dels seus atacs va raure en la seva espectacularitat, en la seva capacitat de captar l'atenció del món a través de les imatges de televisió. Van aconseguir alliberar desenes de militants d'extrema esquerra presos al Japó i que van amagar-se a Líbia, Síria i el Líban durant dècades.

## Accions armades
El 1972, tres persones de l'Exèrcit Roig Japonès (ERJ) dispararen contra passatgers a l'aeroport Lod, a Tel-Aviv (Israel), arribant, segons The Guardian, a matar 24 persones i ferir-ne 80 o, segons la BBC News, matar 26 persones i ferir-ne 78. El mes de febrer del mateix any es feren famosos perquè uns membres de l'Exèrcit Roig Japonès s'enfrontaren amb la policia que venia a rescatar una persona segrestada a un allotjament al centre turístic de Karuizawa, al nord de Tòquio.
Entre el 1973 i 1977 van segrestar avions. El 1974 feren explotar bombes contra una seu de Mitsubishi Heavy Industries situada a Tòquio matant 8 persones.
El 1987 un membre fou arrestat al Japó. El mes de març de l'any 2000 les autoritats del Líban expulsaren membres de l'organització enviant-los al Japó pels càrrecs penals en aquest país. Deixà un membre en asil oficialment per assumptes de salut mentre que The Guardian afirmà que el motiu fou per la seua reputació com a heroi entre els àrabs.

## Dissolució
Nihon Sekigun fou arrestada a Osaka el mes de novembre de l'any 2000. Abans de ser arrestada, es feia passar per home i utilitzava un passaport fals. El jutge l'obligà a estar vint anys a la presó. L'any 2001 la fundadora va dissoldre l'organització. Posteriorment a la fi de l'organització, la fundadora declarà que es penedia d'algunes de les accions realitzades. Va ser llavors quan va escriure el seu famós haiku:
| « | La sentència no és la fi, tan sols és el començament, la forta voluntat s'estendrà. | » |

La major part dels membres de l'ERJ són morts o presos. Només hi ha una excepció: els supervivents de l'anomenat grup Yodogo. El 31 de març de 1970, un grup de nou joves japonesos armats amb catanes i bombes van segrestar el vol JAL 351 que feia el trajecte de Tòquio a Fukuoka i el van fer aterrar finalment a Corea del Nord on se'ls va concedir asil polític. Si bé el segrest va tenir lloc abans de la fundació de l'ERJ a Beirut, el grup es va considerar posteriorment com a part de l'ERJ. Tots ells es van quedar a viure als afores de Pyongyang sota la protecció de Kim Il-sung.

## Membres
- Fusako Shigenobu: fundadora[5]
- Masao Adachi
- Kazuo Tohira
- Haruo Wako
- Mariko Yamamoto
- Kōzō Okamoto[9]
- Osamu Maruoka[8]
- Kunio Bando: també membre de l'Exèrcit Roig Unit[10]
- Kōji Wakamatsu: un director de cinema[1]
- Yukiko Ekita
- Masashi Daidoji[7]